# Alfred Jørgensen (1848-1925)
 Der er flere personer med dette navn, se Alfred Jørgensen.
Alfred Peter Carlslund Jørgensen (født 16. oktober 1848 i Odense, død 16. december 1925 på Frederiksberg) var en dansk laboratoriedirektør.
Jørgensen blev dimitteret fra Skaarup Seminarium 1868, student 1872, cand.phil. 1873. Han studerede botanik og virkede flere år som lærer i København. Da ved Emil Christian Hansens undersøgelser på Carlsberg-laboratoriet den botanisk-biologiske analyse efterhånden fik større og større betydning for gæringsteknikken, sluttede Jørgensen sig dertil. Han var en af dem, der først optrådte for Hansens rendyrkningssystem og biologiske metoder.
Efter at det ny system 1883 var blevet indført på bryggeriet Gamle Carlsberg og kort derefter i andre undergæringsbryggerier, anstillede Jørgensen 1885 de første forsøg dermed i overgæringsbryggerierne. Også disse fik et heldigt udfald. Han oprettede 1881 et laboratorium, hvis ene afdeling omfatter undervisning, den anden hovedsagelig mikroorganismers rendyrkning og analyse til brug i praksis.
Hans lærebog Die Mikroorganismen der Gärungsindustrie er også udkommet i engelske og franske udgaver. I sin tid offentliggjorde Jørgensen forskellige meddelelser om formentlige stamformer til saccharomyceterne. Hans afhandlinger findes i tyske, engelske og franske fagtidsskrifter, men tillige i det af ham siden 1885 redigerede Zymoteknisk Tidsskrift.